# Väderstads församling

vapen

Väderstads församling är en församling i Linköpings stift inom Svenska kyrkan. Församlingen ingår i Folkungabygdens pastorat i Vätterbygdens kontrakt och ligger i Mjölby kommun i Östergötlands län. 

## Administrativ historik
Församlingen har medeltida ursprung. 
Församlingen var till 1892 moderförsamling i pastoratet Väderstad och Harstad, för att 1892 införliva Harstads församling och därefter till 1962 utgöra ett eget pastorat. Från 1962 till 1992 var församlingen moderförsamling i pastoratet Väderstad, Hov, Appuna, Kumla, Rinna och Hogstad. Från 1992 var den moderförsamling i pastoratet Väderstad, Appuna, Kumla och Hogstad. Församlingen slogs 2006 samman med församlingarna i pastoratet: Appuna församling, Hogstads församling och Kumla församling och utgjorde därefter till 2007 ett eget pastorat. Från 2007 till 2014 var församlingen annexförsamling i pastoratet Mjölby och Väderstad. Församlingen ingår sedan 2014 i Folkungabygdens pastorat.

## Kyrkoherdar
| Ämbetstid | Namn                        | Levnadstid | Övrigt                                |
| --------- | --------------------------- | ---------- | ------------------------------------- |
| 1350      | Henrichinus Tidemanni       |            | Curatus.                              |
| 1474      | Ingemarus                   |            | Sockenpräst.                          |
| 1522-1527 | Hemmingus Caroli            |            | Curatus.                              |
| 1528      | Franciscus Erasim           |            | Kyrkoherde.                           |
| 1539-1543 | Hemingh Jönsson             | -1543      | Avrättad.                             |
| 1551-1582 | Joachim Martini             | -1582      | Sockenpräst.                          |
| 1583-1597 | Joannes Benedicti           | -1597      |                                       |
| 1597-1623 | Johannes Petri Jenecopensis | -1623      | Kyrkoherde.                           |
| 1625-1641 | Olaus Andreæ Slacovius      | -1641      | Kyrkoherde.                           |
| 1643-1653 | Ericus Jonæ Drysander       | 1589-1653  | Kyrkoherde.                           |
| 1655-1678 | Joannes Petri Vadstenensis  | -1678      | Kyrkoherde.                           |
| 1680-1688 | Nicolaus Söderlingh         | -1688      | Kyrkoherde.                           |
| 1689-1708 | Theseus Magni Rydelius      | 1636-1708  | Kyrkoherde.                           |
| 1710-1713 | Andreas Phallén             | 1668-1713  | Kyrkoherde.                           |
| 1714-1754 | Johan Rydberg               | 1680-1754  | Kyrkoherde och kontraktsprost.        |
| 1756-1773 | Andreas Palmeroth           | 1701-1773  | Kyrkoherde.                           |
| 1774-1777 | Petrus Löngren              | 1717-1777  | Kyrkoherde.                           |
| 1780-1808 | Nils Apelberg               | 1729-1808  | Kyrkoherde och prost.                 |
| 1810-1853 | Carl Peter Ohrling          | 1765-1853  | Kyrkoherde och prost.                 |
| 1855-1870 | Carl Augustin Schröder      | 1797-1870  | Kyrkoherde och kontraktsprost.        |
| 1872-1884 | Fredrik Israel Lindhagen    | 1815-1884  | Kyrkoherde.                           |
| 1888-1905 | Andreas Sandell             | 1841-1905  | Kyrkoherde.                           |
| 1906-1911 | Anton Erickson              | 1847-1911  | Kyrkoherde.                           |
| 1913-1934 | Johan Ekedahl               | 1862-      | Kyrkoherde och kontraktsprost.        |
| 1936-1960 | Carl Albin Nygren           | 1893       | Kyrkoherde.                           |
| 1962-1969 | Folke Odenbring             | 1902-1990  | Kyrkoherde, prost och kontraktsprost. |
| 1969-1978 | Clas Cervin                 | 1923-      |                                       |
| 1978-1983 | Ingvar Murlind              | 1918-1992  |                                       |
| 1983-1989 | Åke Sonesson                | 1946-      |                                       |
| 1990-1994 | Sture Simonsson             | 1925-      |                                       |
| 1994-2000 | Ingegerd Harrysdotter       |            |                                       |
| 2002-2004 | Bernt Fransson              |            |                                       |

## Klockare och organister[8]
| Ämbetstid | Namn                      | Levnadstid | Övrigt                        |
| --------- | ------------------------- | ---------- | ----------------------------- |
| 1687-1709 | Pehr                      | -1730      | Klockare                      |
| 1711-1766 | Sven Persson              | -ca 1767   | Klockare                      |
| 1767-1776 | Jonas Sandelin            |            | Klockare                      |
| 1783-1803 | Peter Ekström             | 1745-      | Klockare                      |
| 1803-1818 | Eric Månsson Landberg     | 1764-1818  | Klockare                      |
| 1819-1833 | Anders Forzelius          | 1794-1833  | Klockare och organist         |
|           | Gustaf Tollstam           | 1807-      |                               |
| 1847-1855 | Gustaf Leonard Gustafsson | 1823-      | Organist, klockare och lärare |
| 1866-1882 | Carl August Andersson     | 1827-1895  | Organist och lärare           |
| 1882-1913 | Ossian Gustafsson         | 1853-1913  | Organist och lärare           |
| 1914-1931 | Ivar André                | 1888-1931  | Organist, klockare och lärare |
| 1931-1943 | Einar Hågård              | 1898-1973  | Organist, klockare och lärare |
|           | Arne Ehrén                |            |                               |
| 1969-1985 | Bengt Hallqvist           | 1934-      | Kantor                        |
|           | Camilla Wellborg Käck     | 1967-      | Kantor                        |
| -2009     | Kerstin Eklund Westman    | 1943-      | Kantor                        |
| 2010-2015 | Annette Strand            | 1962-      | Kantor                        |
| 2016-2018 | Marcus Johansson          | 1989-      | Kantor                        |

## Kyrkvaktmästare
| Ämbetstid    | Namn                   | Levnadstid | Övrigt                                                                           |
| ------------ | ---------------------- | ---------- | -------------------------------------------------------------------------------- |
| 1744-1750    | Jan Wallström          | 1692-1750  |                                                                                  |
| 1776-1785    | Anders Svan            | 1707-1785  |                                                                                  |
| 1790-1809    | Carl Lundgren          | 1722-1810  |                                                                                  |
| 1809-1811    | Per Hansson            | 1736-      |                                                                                  |
| ca 1815-1837 | Anders Wigg            | 1766-1837  |                                                                                  |
| 1855-1860    | Anders Granath         | 1784-      |                                                                                  |
| 1891-1895    | Gustaf Alfred Svensson | 1844-      |                                                                                  |
| 1909-1923    | Oskar Björkman         |            |                                                                                  |
| 1923-1937    | Karl Gösta Gustavsson  |            |                                                                                  |
| 1937-1972    | Åke Andersson          |            |                                                                                  |
| 1972-1977    | Ester Woss             |            | Under denna tiden skötte Stellan Jonssons Trädgårdsfirma, Vadstena, kyrkogården. |
| 1977-        | Arne Axell             |            |                                                                                  |
| 1990-        | Magnus Davidsson       |            |                                                                                  |

## Församlingens kyrkor
- Väderstads kyrka
- Appuna kyrka
- Hogstads kyrka
- Kumla kyrka